# Зарудье (Киевская область)
Зарудье (укр. Заруддя) — село, входит в Иванковский район Киевской области Украины.
Население по переписи 2001 года составляло 419 человек. Почтовый индекс — 07244. Телефонный код — 4591. Занимает площадь 3,35 км². Код КОАТУУ — 3222081301.

## Местный совет
07244, Київська обл., Іванківський р-н, с. Заруддя